# Stazione di Madulain
La stazione di Madulain è la fermata passante della ferrovia dell'Engadina, gestita dalla Ferrovia Retica.
È posta nel centro abitato di Madulain.

## Storia
La fermata entrò in funzione nel 1913 insieme alla tratta Bever-Scuol della linea dell'Engadina della Ferrovia Retica.